# Manacus manacus
Manacus manacus là một loài chim trong họ Pipridae.